# Rattus feliceus
Rattus feliceus is een rat die voorkomt op Ceram, waar hij voorkomt van zeeniveau tot 1830 m hoogte. Hij is waarschijnlijk het nauwste verwant aan Nieuw-Guinese soorten als Rattus leucopus. Er zijn echter geen soorten waar hij zeer nauw aan verwant is. Vroeger (tot 1986) werd hij als ondersoort van soorten als R. leucopus, R. ruber en R. ringens beschouwd.
R. feliceus is een grote roodbruine rat. De vacht is stekelig, de staart is kort. De schubben zijn relatief groot. Vrouwtjes hebben 2+2=8 mammae. De buik is wit. De kop-romplengte bedraagt 200 tot 230 mm, de staartlengte 153 tot 185 mm, de achtervoetlengte 44 tot 47,5 mm, de oorlengte 20,5 tot 23 mm en het gewicht 272 tot 345 gram.
Er zijn ongeveer tien exemplaren bekend, waarvan er vier met kokosnoten en vis gevangen zijn in vallen bij het dorp Piliana (300 à 400 m hoog) in het zuiden van Ceram. Van de drie vrouwtjes die daar gevangen zijn, waren er twee paringsbereid, terwijl de derde niet bekeken was. Het vierde exemplaar was een bijna volwassen mannetje.